# Hylaeus murihiku
Hylaeus murihiku är en biart som beskrevs av Donovan 2007. Hylaeus murihiku ingår i släktet citronbin, och familjen korttungebin. Inga underarter finns listade i Catalogue of Life.